# Hungária körúti bankrablás
A Hungária körúti bankrablás (a sajtóban sokszor Hungária körúti kettős gyilkosság) az 1970-es évek Magyarországának kirívóan súlyosnak számító bűncselekménye volt. A két halálos áldozattal járó bűncselekmény elkövetőjének kiléte – a szemtanúk és a kiterjedt nyomozás ellenére – felderítetlen maradt.

## A rablás
A Hungária körút 10/a. szám alatt az Országos Takarékpénztár egy kisméretű fiókirodája helyezkedett el. Közvetlenül előtte az igen forgalmas Hungária körút haladt el, a környéken a lakótelepek mellett fontos közintézmények feküdtek, úgy mint a Zrínyi Miklós Katonai Akadémia, egy honvédségi, a MÁV és a Hős utcai lakótelep, az MTK sportpálya, a Budapesti Közlekedési Vállalat remize és a Százados úti kenyérgyár. A kisméretű fióknak mindössze két dolgozója volt. 1977. március 4-én a fiók dolgozói a szokott időpontban befejezték a délelőtti műszakot és megkezdték az ebédszünetet, ami hivatalosan 13:30 és 14:00 óra között volt. Az ebédszünet alatt a fiók bejáratát bezárták, a bankba érkezők kiszolgálása ilyenkor szünetelt.
A bankban lezajlott eseményeknek nem maradt élő szemtanúja, így nem tudni, hogy az elkövető hogyan került a bezárt ügyféltérbe. A nyomokból annyi volt rekonstruálható, hogy az elkövetés 14:12 és 14:17 óra között történt. A rabló a pulton keresztül a munkatársak közé ugrott, a két munkatársnőt – Bukta Józsefné és Pátrovits Sándorné OTP-dolgozókat – a fiók mosdójába terelte, ott a földre térdepeltette, majd tarkólövéssel kivégezte áldozatait. A pénztárból a tettes 113 600 forintot vitt el. Ez ugyan jelentős összegnek (27 havi átlagbérnek) számított, ám ennél a bankban jóval több pénz volt, – a kirendeltség mintegy 28 millió forintnyi névértékű betétet kezelt, a lezárt páncélszekrényben 30 000 forintnál nagyobb összeg maradt, –  amelyet a rabló érintetlenül hagyott a helyszínen. A bankból távozó tettes a kijáratnál összetalálkozott az egyik fióknyitásra várakozó ügyféllel, Kővári Ilona könyvelővel, aki így később személyleírást is tudott róla adni. A férfi 25-30 év körüli lehetett, mintegy 165–170 cm magas, jobbról balra fésült, dús, bozontos, sötét hajú, szúrós szemű, dús szemöldökű, beesett, hosszúkás arcú, minden valószínűség szerint bajuszos, sötét ruhát és kabátot viselt. Egy másik szemtanú, Göblyös Györgyné elmondása szerint 13:45 óra és 14:15 óra között egy világos színű Zsiguli személyautót látott, benne három férfivel, amint csikorgó gumikkal távozott a helyszínről. Buczkó György 14:17-14:18 óra környékén az OTP kirendeltség közelében álló trafóház mögül látott kikanyarodni egy sötétkék, kopott, több helyütt sérült és javított Zsiguli személygépkocsit, amely feltűnően gyorsan hagyta el a helyszínt. Elmondása szerint az autót egy szakállas férfi vezette, a hátsó ülésen ülő férfi személyleírása pedig egybeesett a Kővári Ilona által elmondottakkal.
A nyitás időpontjának közeledtével a bejárat előtt mind több ügyfél gyűlt össze, akik egyre türelmetlenebbül toporogtak az esőben, végül rosszat sejtvén úgy döntöttek, hogy behatolnak az épületbe. Az épületbe lépést egy katonatiszt, Gál Sándor honvéd főhadnagy vállalta, ő fedezte fel a fiók két munkatársának holttestét is.

## Nyomozás

### Katonai szál
A laborvizsgálat megállapította, hogy a gyilkosságot egy 7.62 kaliberű, 48 mintájú, ún. TT-pisztollyal követték el. Ez az eszköz akkoriban a legközönségesebb szolgálati fegyver volt Magyarországon; a Munkásőrség tagjai mellett a Szovjet Hadsereg, a Magyar Néphadsereg tisztjei és egyes rendőrségi dolgozók is ilyet kaptak, belőle több ezer példány volt forgalomban. Elképzelhetőnek tűnt, hogy a közelben lévő katonai főiskola valamely olyan munkatársa lehet az elkövető, aki többször is járt már a helyszínen, ismeri a bankfiók működési rendjét, tehát tisztában volt a déli fiókzárral és a mosdóhelységek hollétével, illetve rendelkezik fegyverrel. A nyomozók az összes szóba jöhető katonatisztet elszámoltatták, valamennyien alibit igazoltak a kérdéses időpontra, így a felderítés a katonai szálat követve nem vezetett eredményre. A katona által elkövetett rablás teóriája ellen szól, hogy az elkövető dús nagy hajjal és bajusszal rendelkezett, ami akkoriban népszerű viseletnek számított, ám a Néphadseregnél nem tűrték meg.

### Szerelmi szál
A nyomozók között felvetődött, hogy a bank kirablásának valójában nem a pénz megszerzése volt a célja, hiszen nagy összeget hagytak a helyszínen. Az egyik banktisztviselőnő teljesen rendezett családi körülmények között élt. Munkatársnőjéről viszont kiderült, hogy számos szerelmi kapcsolatot létesített különböző férfiakkal, így felmerült, hogy a bankrablás valójában szerelmi bosszúállás volt. A szerelmi szál magyarázat lehetett arra is, hogy hogyan juthatott be a rabló a bezárt bankba: a dolgozók maguk engedték be, hiszen ismerték. A nő magánéleti kapcsolatainak feltérképezése váratlan eredményt hozott: viszonyt folytatott egy budapesti katonatiszttel is. A katonatiszt meghallgatásakor nem tudta a pisztolyát bemutatni. A tisztet letartóztatták, pisztolyát később a Dunából emelték ki, ám a fegyverből nem lehetett megállapítani, hogy azzal követték-e el a Hungária körúti gyilkosságot. A nyomozók képtelenek voltak bizonyítékkal alátámasztani feltételezésüket, hogy a tiszt szerelmi bosszúját álcázta volna bankrablásnak, így a tisztet elengedték. Hasonlóan eredménytelen volt a kísérlet, hogy az asszony többi szeretőjét kapcsolatba hozzák az eseményekkel.
Nem hozott sikert a külföldi származású elkövető és a kék színű Lada személygépkocsi utáni kiterjedt nyomozás sem. Az események után néhány évvel megcsillant a remény, hogy megoldhatják az ügyet. Soós Lajos, egy halálra ítélt rendőrgyilkos azt állította, hogy információkat tud adni a bankrablásról, ám hamar kiderült, hogy Soós mindössze időt akart nyerni a kivégzése előtt, ezért hamis információkat adott a rendőröknek. A Hungária körúti bankrablás elkövetőjének kilétére később sem derült fény. A cselekmény – az elkövetéskor hatályos büntető törvénykönyv rendelkezéseinek értelmében – 1997-ben elévült.